# Odaïr Fortes
Odaïr Fortes (* 31. března 1987, Praia, Kapverdy) je kapverdský fotbalový záložník či útočník a reprezentant, v současnosti hraje v klubu Stade de Reims.

## Reprezentační kariéra
V A-týmu Kapverd debutoval v roce 2010.
Zúčastnil se Afrického poháru národů 2015 v Rovníkové Guineji.